# Polynema picipes
Polynema picipes är en stekelart som beskrevs av Girault 1905. Polynema picipes ingår i släktet Polynema och familjen dvärgsteklar. Inga underarter finns listade i Catalogue of Life.